# G.721
G.721 は、音声コーデックのITU-T標準規格の一つ。適応差分パルス符号変調（ADPCM）を用いた初期の音声符号化方式であり、32 kbit/s の仕様が定義されている。G.721の正式な名称は32 kbit/s adaptive differential pulse code modulation (ADPCM) （32 kbit/s 適応差分パルス符号変調（ADPCM））である。
24 kbit/s と 40 kbit/s をサポートした同様の規格であるG.723と共に、G.726 で置き換えられ現在では使われていない。